# نیل ریچی
نیل ریچی (انگلیسی: Neil Ritchie؛ ۲۹ ژوئیهٔ ۱۸۹۷ – ۱۱ دسامبر ۱۹۸۳) افسر ارشد ارتش بریتانیا در زمان جنگ جهانی دوم بود. وی در نبرد غزاله، عملیات کروسیدر و عملیات خان بزرگ ارتش آن کشور را فرماندهی نمود.